# 安芸阿賀駅
安芸阿賀駅（あきあがえき）は、広島県呉市阿賀中央六丁目にある、西日本旅客鉄道（JR西日本）呉線の駅である。駅番号はJR-Y15。

## 歴史
- 1935年（昭和10年）3月24日：呉線の呉駅 - 広駅間延伸により開業[2]。当時、鳥取県の日ノ丸自動車法勝寺鉄道に「阿賀駅」があったため、当駅は「安芸阿賀駅」とされた。
- 1963年（昭和38年）2月1日：貨物の取り扱いを廃止[3]。
- 1978年（昭和53年）10月2日：ダイヤ改正で、快速電車（1980年10月1日に廃止）の停車駅となる。
- 1985年（昭和60年）3月14日：荷物扱い廃止[3]。
- 1987年（昭和62年）4月1日：国鉄分割民営化により西日本旅客鉄道（JR西日本）に移管[3]。
- 1989年（平成元年）9月：みどりの窓口営業開始[4]。
- 1996年（平成8年）3月16日：呉駅から広島駅までノンストップの快速列車（現在の「安芸路ライナー」にあたる）新設に伴い、停車駅となる。
- 2006年（平成18年）7月1日：橋上駅舎の使用を開始[5]。
- 2007年（平成19年）
  - 6月1日：ICOCA対応自動改札機を設置。
  - 9月1日：ICカード「ICOCA」の利用が可能となる。
  - 12月1日：みどりの券売機の稼動に伴い、みどりの窓口の営業時間短縮。窓口閉鎖時間帯が設定される[注釈 1]。また、業務委託駅となる。
- 2010年（平成22年）
  - 7月14日：平成22年7月豪雨により呉線内で複数の土砂崩れが発生し、三原駅 - 呉駅間が不通となる[6]。
  - 7月16日：広駅 - 呉駅間で運転再開[6]。
- 2018年（平成30年）
  - 7月6日：平成30年7月豪雨により営業休止。
  - 8月20日：広駅 - 呉駅間で暫定的な部分運転を実施[7]。
  - 9月9日：広駅 - 坂駅間で運転再開[8]。
- 2023年（令和5年）9月30日：みどりの窓口の営業を終了[9][10]。
- 2024年（令和6年）11月1日：当駅での駅員の常駐を廃止し、インターホンでの遠隔対応に変更[11]。

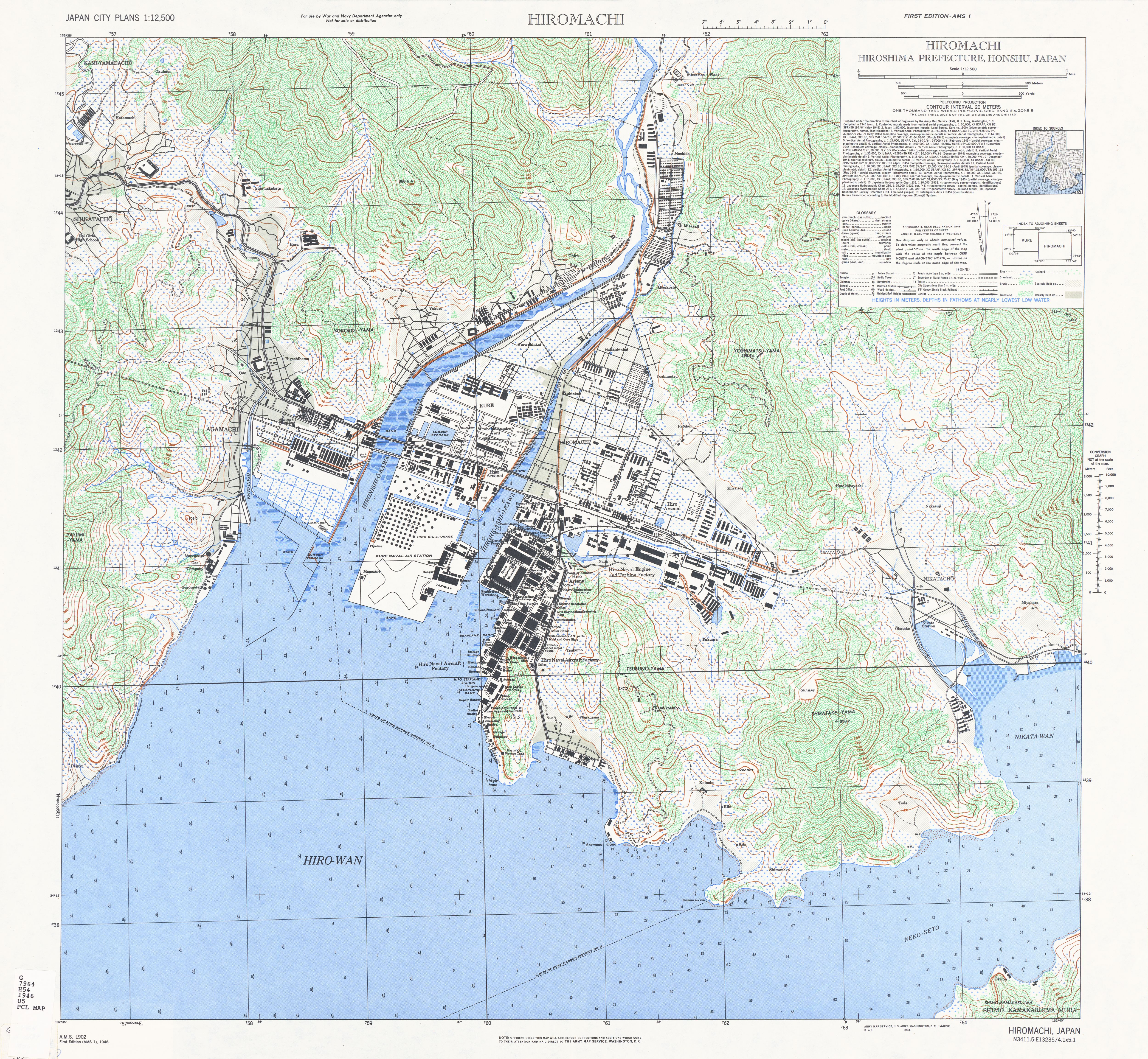
1945年アメリカ軍作成の広地区地図。"Aki-Aga Station"が確認できる。
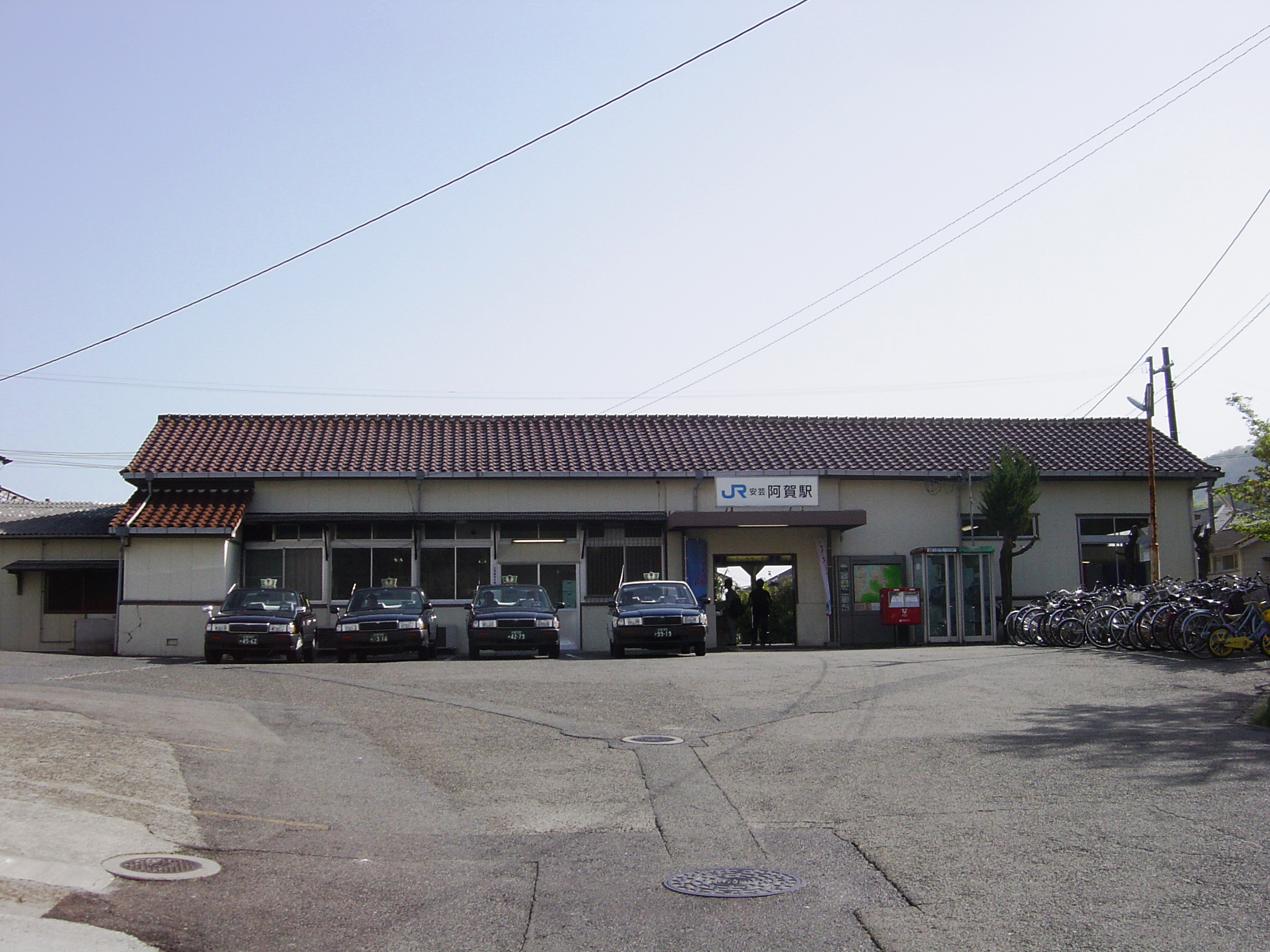
旧駅舎（2005年4月）

## 駅構造

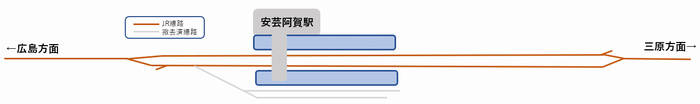
相対式2面2線の構造である。かつては2番ホーム南側に2線の側線があったが既に撤去されている。

相対式2面2線のホームを持ち、列車交換が可能な地上駅。2006年7月に駅舎が橋上化され、旧駅舎は解体された。かつては2番線ホーム南側に、駅構内東端で車止めが設置され安全側線手前で2番線に合流する側線が2線あった。この側線は保線用車両留置に使用されることがあったが、2000年ごろ一度撤去、1線に敷設し直されその後橋上駅舎化の工事開始と同時に撤去された。
みどりの券売機やICOCA対応自動改札機が設置されている。駅員は周辺駅を含めて巡回を行うため当駅には常駐せず、改札口付近に設置されているインターホンにて対応を行う。
便所は改札外に男女別の水洗が設置されている。

### のりば
| のりば | 路線 | 方向 | 行先         |
| ------ | ---- | ---- | ------------ |
| 1      | 呉線 | 上り | 広・三原方面 |
| 2      | 呉線 | 下り | 呉・広島方面 |

## 利用状況
「呉市統計書」によると、1日平均乗車人員は以下の通りである。
| 年度                | 1日平均 乗車人員 |
| ------------------- | ---------------- |
| 1987年（昭和62年）  | 4,814            |
| 1988年（昭和63年）  | 4,702            |
| 1989年（平成 元年） | 4,926            |
| 1990年（平成02年）  | 5,187            |
| 1991年（平成03年）  | 5,116            |
| 1992年（平成04年）  | 5,149            |
| 1993年（平成05年）  | 5,158            |
| 1994年（平成06年）  | 5,083            |
| 1995年（平成07年）  | 4,915            |
| 1996年（平成08年）  | 4,863            |
| 1997年（平成09年）  | 4,604            |
| 1998年（平成10年）  | 4,447            |
| 1999年（平成11年）  | 4,414            |
| 2000年（平成12年）  | 4,333            |
| 2001年（平成13年）  | 4,191            |
| 2002年（平成14年）  | 3,286            |
| 2003年（平成15年）  | 3,079            |
| 2004年（平成16年）  | 2,969            |
| 2005年（平成17年）  | 2,953            |
| 2006年（平成18年）  | 2,859            |
| 2007年（平成19年）  | 2,808            |
| 2008年（平成20年）  | 2,765            |
| 2009年（平成21年）  | 2,712            |
| 2010年（平成22年）  | 2,717            |
| 2011年（平成23年）  | 2,697            |
| 2012年（平成24年）  | 2,681            |
| 2013年（平成25年）  | 2,673            |
| 2014年（平成26年）  | 2,587            |
| 2015年（平成27年）  | 2,616            |
| 2016年（平成28年）  | 2,607            |
| 2017年（平成29年）  | 2,584            |
| 2018年（平成30年）  | 2,303            |
| 2019年（令和 元年） | 2,336            |
| 2020年（令和02年）  | 2,032            |
| 2021年（令和03年）  | 1,948            |
| 2022年（令和04年）  | 1,999            |
| 2023年（令和05年）  | 2,035            |

## 駅周辺
- 広島県道203号安芸阿賀停車場線
- 阿賀港
- 国道185号
- 呉市役所阿賀市民センター（支所）
- 藤三 阿賀店
- もみじ銀行 阿賀支店
- 呉信用金庫 阿賀支店
- 広島文化学園大学 阿賀キャンパス
- 呉市立呉高等学校
- 呉工業高等専門学校
- 広島県立呉南特別支援学校
- 呉市立阿賀中学校
- 呉市立阿賀小学校
- 呉市立阿賀公民館
- 東広島呉自動車道 阿賀インターチェンジ

### バス路線
国道185号沿いに「阿賀駅前」停留所があり、下記の各路線が発着する。
広電バス
- 呉 - 広島空港線
  - 広島空港

※クレイトンベイホテル方面は降車専用、広島空港方面は乗車専用。
- 広仁方線
  - 呉駅前、日本製鉄前 / 仁方駅南口

※「呉駅前を経由して日本製鉄へ向かう路線」ではない。
- 郷原黒瀬線
  - 呉駅前、日本製鉄前 / 兼広、広島国際大学、グリーンヒル郷原

※「呉駅前を経由して日本製鉄へ向かう路線」ではない。
呉市生活バス
- 阿賀音戸の瀬戸線
  - 鍋桟橋

※駅前ロータリーにも「阿賀駅前」停留所があるため、ロータリー側の停留所は「阿賀駅前(1)」と記される。

## その他
- ICOCAの使用履歴について、当駅は「アキ阿賀」と表記されている。

## 隣の駅
西日本旅客鉄道（JR西日本）
 呉線
■快速「通勤ライナー」・■快速「安芸路ライナー」・■普通
新広駅 (JR-Y16) - 安芸阿賀駅 (JR-Y15) - 呉駅 (JR-Y14)